# Zemětřesení na Aljašce 12. srpna 2018
K zemětřesení na Aljašce (USA) v roce 2018 došlo 12. srpna v 06:58:54 místního času (16:58:54 SELČ) a magnitudo dosáhlo síly 6,4 stupně Richterovy stupnice. Epicentrum se nacházelo na severovýchodě státu, 84 km jihozápadně od pobřežní vesnice Kaktovik. Hypocentrum leželo pouhých 9,9 km pod povrchem, takže se jednalo o velmi mělké zemětřesení. 
Nebylo vydáno žádné varování před vlnou tsunami  a zhruba 6 hodin od hlavního zemětřesení otřásl Aljaškou dotřes o magnitudě 6,0, jehož epicentrum leželo 30 km východně.  Během následujících dvou dnů se zaznamenalo celkem 349 menších dotřesů, z nichž tři měly sílu více než 5 stupňů. 
Díky velice malé obydlenosti nebyly nahlášeny žádné škody a nikdo nebyl zraněn nebo usmrcen. Z oblasti vede směrem k jižnímu pobřeží ropovodní potrubí, které též nebylo poškozeno.   